# کراشویتسه (استان لهستان بزرگ‌تر)
کراشویتسه (به لهستانی:  Kraszewice) یک روستا در لهستان است که در گمینا کراشویتسه واقع شده‌است.
 کراشویتسه  ۱٬۶۰۰ نفر جمعیت دارد.